# Quatro grandes do futebol mexicano
O termo Quatro grandes do futebol mexicano se refere ao grupo formado pelos clubes de futebol América, Cruz Azul, Guadalajara (popularmente conhecido como Chivas) e Universidad Nacional (também conhecido como Pumas), que são considerados pela imprensa os times mais populares e bem-sucedidos do México.
O nome surgiu nos primeiros anos da era profissional, na década de 1940, mas foi somente no final do século XX que ele se tornou amplamente utilizado. No México, houve vários fatores que levaram um time a alcançar o status de "grande", incluindo o número de títulos conquistados nacional e internacionalmente, popularidade em todo o país, estrutura esportiva, impacto da mídia na sociedade, etc.
As quatro equipes têm um total de 44 títulos da liga, 15 títulos de copa e 18 títulos internacionais no nível da CONCACAF. Três deles ocupam o pódio dos clubes mexicanos mais vitoriosos: América com 40 títulos, Guadalajara com 26 e Cruz Azul com 24; Por sua vez, a UNAM ocupa o oitavo lugar com 14 títulos. Eles também são, junto com Deportivo Toluca, Club Santos Laguna e Club Tijuana, os únicos sete times que nunca foram rebaixados.

## Títulos

### Liga
| Clube       | N° Titulos | Torneios |
| ----------- | ---------- | --- |
| América     | 16         | 1965-66, 1970-71, 1975-76, 1983-84, 1984-85, Prode 85, 1987-88, 1988-89, 2002-V, 2005-C, 2013-C, 2014-A, 2018-A, 2023-A, 2024-C, 2024-A |
| Guadalajara | 12         | 1956-57, 1958–59, 1959–60, 1960–61, 1961–62, 1963–64, 1964–65, 1969–70, 1986–87, 1997-V, 2006-A, 2017-C                                 |
| Cruz Azul   | 9          | 1968-69, Mexico 70, 1971–72, 1972–73, 1973–74, 1978–79, 1979–80, 1997-I, Guard1anes 2021-C                                              |
| Pumas UNAM  | 7          | 1976-77, 1980–81, 1990–91, 2004-C, 2004-A, 2009-C, 2011-C                                                                               |

### Copa
| Clube       | N° Titulos | Torneios                             |
| ----------- | ---------- | ------------------------------------ |
| América     | 6          | 1954, 1955, 1964, 1965, 1974, C-2019 |
| Guadalajara | 4          | 1963, 1970, A-2015, C-2017           |
| Cruz Azul   | 4          | 1969, 1997, C-2013, A-2018           |
| Pumas UNAM  | 1          | 1975                                 |

### CONCACAF
| Clube       | N° Titulos | Torneios                                 |
| ----------- | ---------- | ---------------------------------------- |
| América     | 7          | 1977, 1987, 1990, 1992, 2006, 2015, 2016 |
| Cruz Azul   | 6          | 1969, 1970, 1971, 1996, 1997, 2014       |
| Pumas UNAM  | 3          | 1980, 1982, 1989                         |
| Guadalajara | 2          | 1962, 2018                               |

### Campeón de Campeones
| Clube       | N° Titulos | Torneios                                                      |
| ----------- | ---------- | ------------------------------------------------------------- |
| América     | 7          | 1954-55, 1975-76, 1987-88, 1988-89, 2004-05, 2018-19, 2023-24 |
| Guadalajara | 7          | 1956-57, 1958-59, 1959-60, 1960-61, 1963-64, 1964-65, 1969-70 |
| Cruz Azul   | 3          | 1968-69, 1973-74, 2020-21                                     |
| Pumas UNAM  | 2          | 1974-75, 2003-04                                              |

### Supercopa
| Clube       | N° Titulos | Torneios |
| ----------- | ---------- | -------- |
| Guadalajara | 1          | 2015-16  |
| Cruz Azul   | 1          | 2018-19  |

### Supercopa (Liga MX)
- Não confundir com a Supercopa.

| Clube     | N° Titulos | Torneios |
| --------- | ---------- | -------- |
| Cruz Azul | 1          | 2022     |
| América   | 1          | 2024     |

### Interamericana
| Clube      | N° Titulos | Torneios   |
| ---------- | ---------- | ---------- |
| América    | 1          | 1978, 1991 |
| Pumas UNAM | 1          | 1981       |